# Erdbeben von Chillán 1939

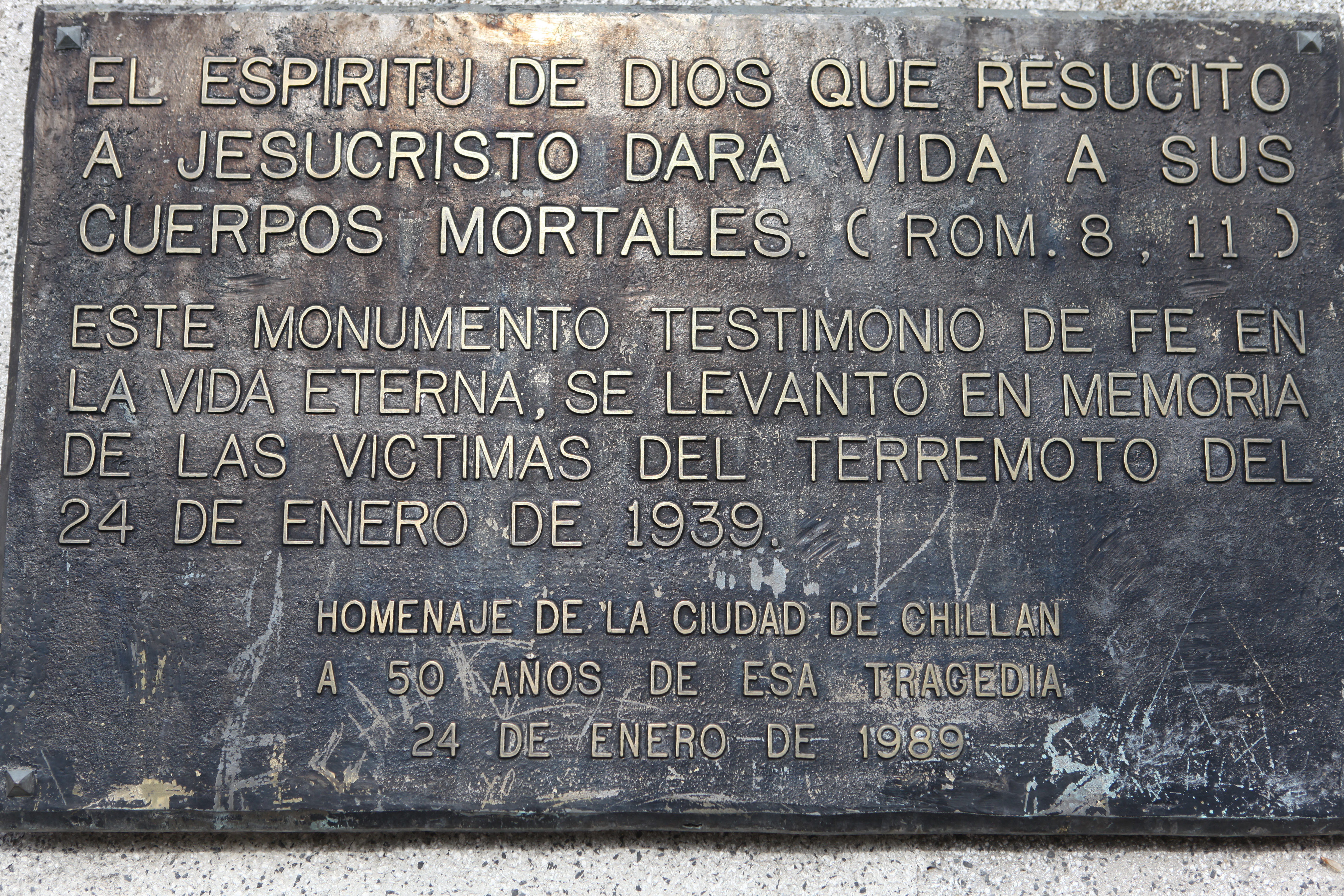
Gedenktafel neben der Kathedrale in Chillán zur Erinnerung an die Opfer des Erdbebens, 1989 errichtet

Das Erdbeben von Chillán ereignete sich in der Nacht vom 24. auf den 25. Januar 1939. Betroffen waren insbesondere die Stadt Chillán und die Stadt Concepción in Chile. 24.000 Bewohner kamen bei dem Erdbeben um, wobei die staatlichen Angaben deutlich niedriger waren.
Zur Förderung des Wiederaufbaus des Landes wurde Ende April 1939 die staatliche Behörde CORFO gegründet.